# Asparagus aphyllus
Asparagus aphyllus es una especie de plantas de la familia Asparagaceae nativa de la región mediterránea.

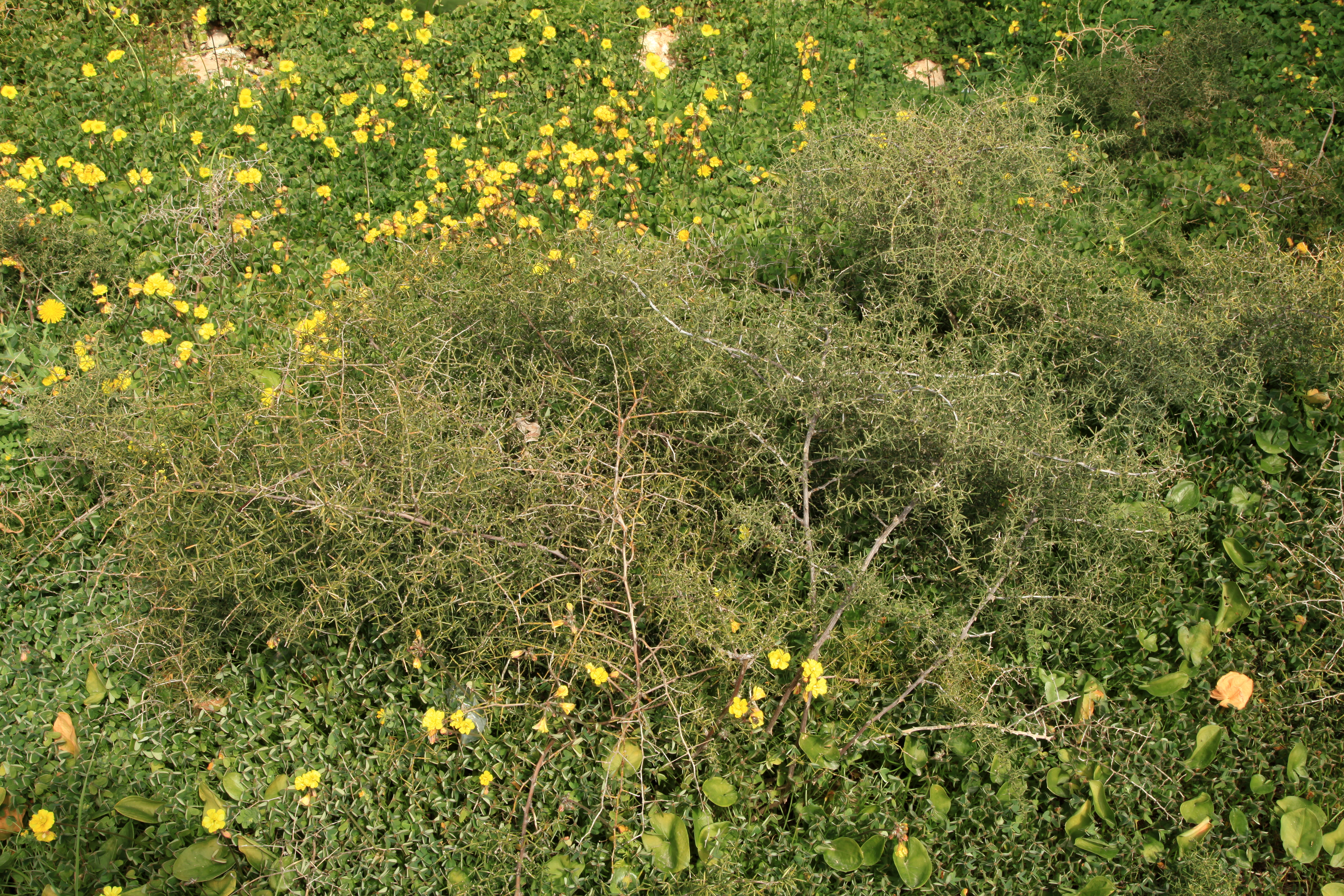
Vista de la planta en su hábitat

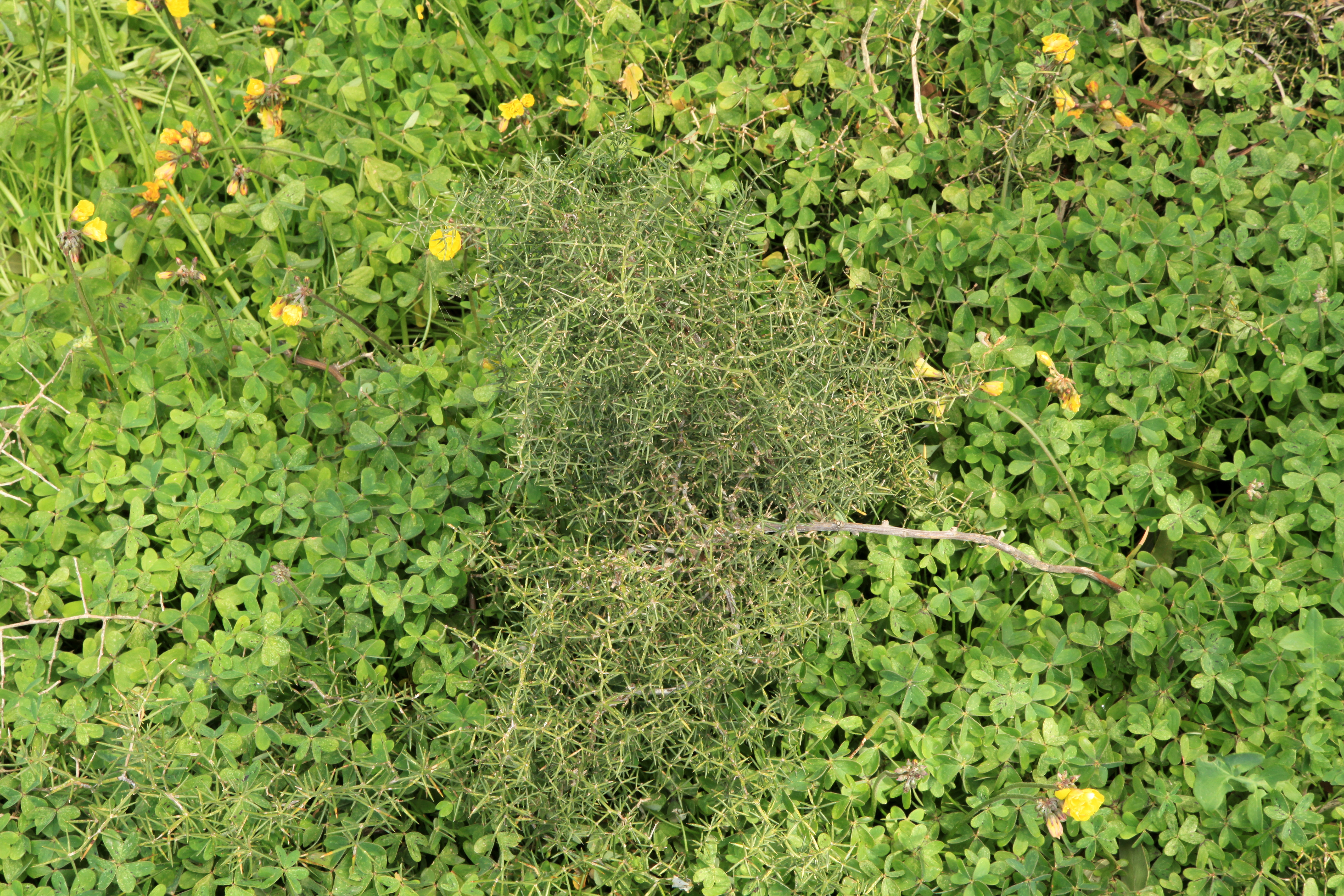
Vista de la planta

## Descripción
Es una planta perenne con tallos de hasta 100 cm de longitud, ramificados, leñosos. Tallos y ramas lisos y escabros, verdes. Espolón de 1,5-3,5 mm, aplicado, espinoso. Cladodios de 5-20  x  0,7-1,5  mm, desiguales, reunidos por 1-7  en cada fascículo, patentes, marcadamente espinosos, persistentes. Nudos con 3-6  flores. Pedicelos de 2,5-5 mm, rodeados de brácteas en la base, articulados en la mitad inferior. Tépalos de (2,5-) 3-4 mm. Los frutos en forma de bayas de (5-) 7-8 mm, negras, con 1-3 semillas. Tiene un número  cromosomático de 2n = 40. Florece de julio a noviembre.

## Distribución y hábitat
Se encuentra sobre suelos preferentemente ácidos. En el oeste y centro de la Región mediterránea, en la península ibérica, aparece en todo el territorio, excepto la Subbética.

## Taxonomía
Asparagus aphyllus fue descrita por  Carlos Linneo y publicado en Sp. Pl. 314 1753.
Etimología
Ver: Asparagus
aphyllus: epíteto latino que significa "sin hojas"
Sinonimia
subsp. aphyllus
- Asparagus aphyllus var. bovei Baker
- Asparagus erinaceus Borzì & Mattei
- Asparagus phyllacanthus Lam.[3]

## Nombres comunes
- Castellano: espargos portugueses, esparraguera, espárrago negro, espárrago silvestre, espárrago triguero, espárraguera.[4]